# Geberico
Geberico fue un jefe militar tervingio del siglo IV.

## Biografía
En el año 334 los sármatas padecieron una guerra civil, de resultas de la cual, gran parte de este pueblo fue admitido en el Imperio, mientras otra parte buscó refugio con los vándalos. Tras el foedus acordado entre el juez tervingio Ariarico y el emperador Constantino I en el año 332, los tervingios, ubicados en el Bajo Danubio y dirigidos por el reiks Geberico, reemprendireron sus ataques contra los sármatas, sus vecinos del noroeste, que se habían refugiado junto a los vándalos asdingos bajo la autoridad del rey Visumar. Según el historiador Jordanes, los vándalos fueron derrotados en el año 335 y los tervingios regresaron a sus tierras. Sin embargo, no debe pensarse que el emperador permitiera que los vándalos fueran derrotados para ubicarlos en Panonia.